# Еванстон (Вайомінг)
Еванстон (англ. Evanston) — місто (англ. city) в США, в окрузі Юїнта штату Вайомінг. Населення — 11 747 осіб (2020).

## Географія
Еванстон розташований за координатами 41°15′36″ пн. ш. 110°57′50″ зх. д. / 41.26000° пн. ш. 110.96389° зх. д. (41.260050, -110.963887).  За даними Бюро перепису населення США в 2010 році місто мало площу 26,71 км², з яких 26,59 км² — суходіл та 0,12 км² — водойми.

### Клімат
| Клімат : Еванстон                  | Клімат : Еванстон | Клімат : Еванстон | Клімат : Еванстон | Клімат : Еванстон | Клімат : Еванстон | Клімат : Еванстон | Клімат : Еванстон | Клімат : Еванстон | Клімат : Еванстон | Клімат : Еванстон | Клімат : Еванстон | Клімат : Еванстон | Клімат : Еванстон |
| Показник                           | Січ.              | Лют.              | Бер.              | Квіт.             | Трав.             | Черв.             | Лип.              | Серп.             | Вер.              | Жовт.             | Лист.             | Груд.             | Рік               |
| Абсолютний максимум, °C            | 13,9              | 15,6              | 23,9              | 25,0              | 33,3              | 34,4              | 37,2              | 34,4              | 31,7              | 26,7              | 20,6              | 17,8              | 37,2              |
| Середній максимум, °C              | −1,4              | 1,1               | 5,3               | 11,1              | 16,4              | 22,2              | 26,3              | 25,4              | 20,2              | 13,7              | 4,4               | −0,3              | 12,1              |
| Середня температура, °C            | −6,9              | −5,1              | −0,8              | 3,8               | 8,6               | 13,3              | 16,9              | 16,3              | 11,6              | 5,8               | −1,7              | −6,2              | 4,7               |
| Середній мінімум, °C               | −12,5             | −11,3             | −7,1              | −3,4              | 0,8               | 4,4               | 7,5               | 7,2               | 2,8               | −2,1              | −7,9              | −12,2             | −2,8              |
| Абсолютний мінімум, °C             | −37,2             | −38,9             | −34,4             | −21,7             | −12,8             | −7,2              | −4,4              | −5                | −15               | −22,2             | −30               | −36,7             | −38,9             |
| Норма опадів, мм                   | 17                | 16                | 23                | 29                | 37                | 24                | 23                | 24                | 32                | 29                | 21                | 17                | 292               |
| ---------------------------------- | ----------------- | ----------------- | ----------------- | ----------------- | ----------------- | ----------------- | ----------------- | ----------------- | ----------------- | ----------------- | ----------------- | ----------------- | ----------------- |
| Джерело: NOAA (normals, 1971–2000) |                   |                   |                   |                   |                   |                   |                   |                   |                   |                   |                   |                   |                   |

## Демографія
Згідно з переписом 2010 року, у місті мешкало 12 359 осіб у 4540 домогосподарствах у складі 3135 родин. Густота населення становила 463 особи/км².  Було 5111 помешкання (191/км²).
Расовий склад населення:
| - 89,8 % — білих - 1,0 % — корінних американців - 0,3 % — чорних або афроамериканців - 0,3 % — азіатів - 0,2 % — вихідців з тихоокеанських островів - 5,9 % — осіб інших рас |

До двох чи більше рас належало 2,5 %. Частка іспаномовних становила 12,3 % від усіх жителів.
За віковим діапазоном населення розподілялося таким чином: 30,0 % — особи молодші 18 років, 61,4 % — особи у віці 18—64 років, 8,6 % — особи у віці 65 років та старші. Медіана віку мешканця становила 32,7 року. На 100 осіб жіночої статі у місті припадало 100,0 чоловіків;  на 100 жінок у віці від 18 років та старших — 98,5 чоловіків також старших 18 років.
Середній дохід на одне домашнє господарство  становив 66 512 долари США (медіана — 50 604), а середній дохід на одну сім'ю — 71 098 доларів (медіана — 54 625). Медіана доходів становила 48 800 доларів для чоловіків та 28 619 доларів для жінок. За межею бідності перебувало 15,6 % осіб, у тому числі 22,1 % дітей у віці до 18 років та 9,2 % осіб у віці 65 років та старших.
Цивільне працевлаштоване населення становило 5798 осіб. Основні галузі зайнятості: освіта, охорона здоров'я та соціальна допомога — 27,2 %, роздрібна торгівля — 14,1 %, мистецтво, розваги та відпочинок — 11,6 %.
За даними перепису 2000 року,
на території муніципалітету мешкало 11507 людей, було 4058 садиб та 2937 сімей.
Густота населення становила 433,9 осіб/км². Було 4665 житлових будинків.
З 4058 садиб у 44,8% проживали діти до 18 років, подружніх пар, що мешкали разом, було 56,3%,
садиб, у яких господиня не мала чоловіка — 11,7%, садиб без сім'ї — 27,6%.
Власники 23,4% садиб мали вік, що перевищував 65 років, а в 6,0% садиб принаймні одна людина була старшою за 65 років.
Кількість людей у середньому на садибу становила 2,77, а в середньому на родину 3,30.
Середній річний дохід на садибу становив 42 019 доларів США, а на родину — 47 220 доларів США.

Чоловіки мали дохід 35 843 доларів, жінки — 21 710 доларів.
Дохід на душу населення був 16 725 доларів.
Приблизно 9,1% родин та 11,7% населення жили за межею бідності.
Серед них осіб до 18 років було 14,5%, і понад 65 років — 5,4%.
Середній вік населення становив 31 років.

## Відомі особистості
У поселенні народилась:
- Дана Періно (* 1972) — американська журналістка.